# (5304) Баженов
(5304) Баженов (лат. Bazhenov) — типичный астероид главного пояса, открыт 2 октября 1978 года советским астрономом Людмилой Журавлёвой в Крымской астрофизической обсерватории и 4 мая 1999 года назван в честь русского архитектора Василия Баженова.

## Обнаружение и именование
(5304) Баженов
Открыт 2 октября 1978 года в Научном Л. В. Журавлёвой.
Назван в память о русском архитекторе, педагоге и теоретике архитектуры Василии Ивановиче Баженове (1738—1799).
Оригинальный текст (англ.)5304 Bazhenov
Discovered 1978-10-02 by Zhuravleva, L. V. at Nauchnyj.
Named in memory of Vasilij Ivanovich Bazhenov (1738—1799), Russian architect, teacher and architectural theorist.
Источники: DISCOVERY.DB; M.P.C. 34621.

## Орбита

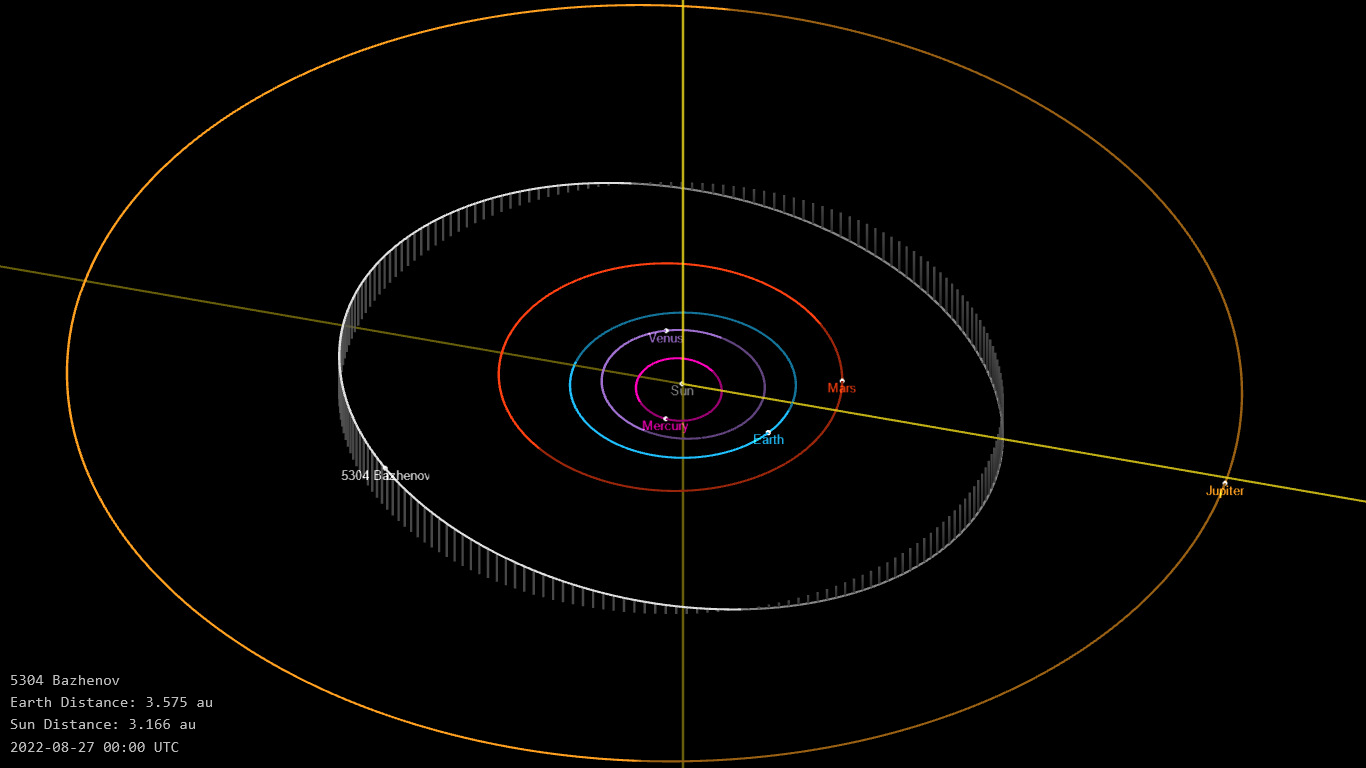
Орбита астероида Баженов и его положение в Солнечной системе

## Физические характеристики
Астероид относится к таксономическому классу C.
По результатам наблюдений в видимом и ближнем инфракрасном диапазоне космического телескопа NEOWISE и наблюдений в инфракрасном диапазоне спутника Akari диаметр астероида сначала оценивался равным 18,012±0,054 км, позже — 20,78±1,33 км, 16,13±4,11 км, 16,51±4,86 км и 17,240±0,277 км. Согласно тем же источникам альбедо оценивается как 0,0597±0,0039, 0,066±0,009, 0,08±0,05, 0,06±0,04 и 0,065±0,006.